# 維萊奇 (阿肯色州)
維萊奇（英語：Village）是位於美國阿肯色州哥倫比亞縣的一個非建制地區。該地的面積和人口皆未知。

## 地理
維萊奇的座標為33°15′48″N 93°03′15″W / 33.26333°N 93.05417°W，而該地的平均海拔高度為73米（即240英尺）。